# Літературно-меморіальний музей І. К. Карпенка-Карого
«Літературно-меморіальний музей І. К. Карпенка-Карого» (офіційна назва — Комунальний заклад «Літературно-меморіальний музей І. К. Карпенка-Карого міста Кропивницького» — музей, присвячений життю і творчості видатного діяча українського професійного театру Івана Карповича Карпенка-Карого (Тобілевича), розташований у місті Кропивницькому.
Основними напрямками діяльності музейного закладу є науково-дослідницька, збиральницька, експозиційно-виставкова робота, у приміщенні музею регулярно відбуваються літературні та музичні вечори.

## Загальні дані
Музей розташований у меморіальному будинку, в якому у період 1872—1883 років мешкав з родиною видатний український драматург і театральний діяч, у місті Кропивницькому (колишній Єлисаветград), за адресою:
вул. Тобілевича, буд. 16, м. Кропивницький—25006 (Україна).
Будинок з флігелем та садибою, яку Карпо Адамович Тобілевич (батько І. К. Карпенка-Карого) купив у вдови священнослужителя Якова Курлова. Садиба Тобілевичів була справжнім осередком мистецького та громадсько-політичного життя міста — тут бували видатні діячі української культури М. Лисенко, М. Кропивницький, М. Заньковецька, Микола Аркас, Михайло Старицький, Петро Ніщинський, Микола Федоровський, Дмитро Пильчиков, Євген Чикаленко, Олександр Тарковський (батько Арсенія Тарковського), Олександр Русов та Софія Русова.
Директор музею — Хосяінова Лариса Мянірівна

## З історії музею
КЗ «Літературно-меморіальний музей І. К. Карпенка-Карого міста Кропивницького» відкрито 24 вересня 1995 року з нагоди 150-річчя від дня народження відомого драматурга, корифея українського професійного театру Івана Карповича Карпенка-Карого (Тобілевича).
За період від 1995 до 2019 року в музеї створено 190 виставок. Найбільший інтерес у відвідувачів викликали, зокрема, експозиції «Карпенко-Карий та Єлисаветград» (до 150-річчя від дня народження корифея), «Співець степової Еллади» (до 100-річчя від дня народження Євгена Маланюка), «Хутір Надія в творах образотворчого мистецтва», «П'єси Карпенка-Карого на сценах театрів України», «Я свеча, я сгорела на пиру…» (до 90-річчя від дня народження російського поета Арсена Тарковського), «Земляки — лауреати літературних премій», «З порога смерті», присвячена письменникам-жертвам політичних репресій, «Слово про місто» (Єлисаветград-Кіровоград в творах відомих українських та російських письменників), «Сцена — мій кумир, театр — священний храм для мене» (родина Тобілевичів і український театр), «Висока честь служити слову» (до 35-річчя створення Кіровоградської обласної письменницької організації) та ін.
Щорічно зростає кількість відвідувачів музею — у 1995—2019 роках заклад відвідало 80 тисяч осіб, для яких було проведено 2500 екскурсій.

## Фонди та діяльність
У фондах КЗ «Літературно-меморіальний музей І. К. Карпенка-Карого міста Кропивницького» зберігається 15977 музейних предметів, серед яких фотодокументальні матеріали про родину І. К. Карпенка-Карого (Тобілевича), твори драматурга, що виходили друком в різних видавництвах та в різні роки.
Науковцями музею зібрано багато цікавих матеріалів про майже 150 письменників-уродженців Кіровоградщини, серед яких: Володимир Винниченко, Євген Маланюк, Василь Козаченко, Юрій Яновський, Володимир Базилевський, Юрій Мокрієв, Іван Микитенко, Сава Голованівський, Володимир Бровченко, Микола Смоленчук, Арсеній Тарковський, Юрій Олеша та інші.
У музеї 3 експозиційні зали загальною площею 90 м², в яких представлені змінні виставки, присвячені як Івану Карпенку-Карому та членам його славетної родини, так і подіям в літературному та театральному житті міста.
Основними напрямками діяльності музею є науково-дослідницька, збиральницька, експозиційно-виставкова робота. Музей підтримує тісні зв'язки з науково-дослідними інститутами, архівами, обмінними фондами бібліотек, музеями, театрами України. Щорічно в результаті пошукової роботи та активного листування до музею надходять матеріали, що висвітлюють життєвий і творчий шлях письменників-земляків, літературні процеси, що відбувається в області та в країні.
Активною є масова, науково-освітня робота музейного закладу — тут відбуваються літературні та музичні вечори, письменницькі зустрічі, презентації нових творів письменників-земляків, науково-практичні конференції, Дні музею тощо.
Щорічно, до дня народження Івана Карпенка-Карого, у музеї проводяться дні відкритих дверей, зустрічі з акторами Кіровоградського музично-драматичного театру ім. Кропивницького, інші творчі заходи.
Науковці музею також здійснюють лекційну пропаганду культури в навчальних закладах Кропивницького.

## Джерело-посилання
- Офіційна вебсторінка музею [Архівовано 26 червня 2009 у Wayback Machine.] (укр.) (рос.) (англ.)